# Drvanja
Drvanja je naselje v Občini Benedikt.